# Tauben-Skabiose
Die Tauben-Skabiose (Scabiosa columbaria), auch Tauben-Grindkraut genannt, ist eine Pflanzenart aus der Gattung der Skabiosen (Scabiosa) innerhalb der Familie der Geißblattgewächse (Caprifoliaceae).

## Beschreibung

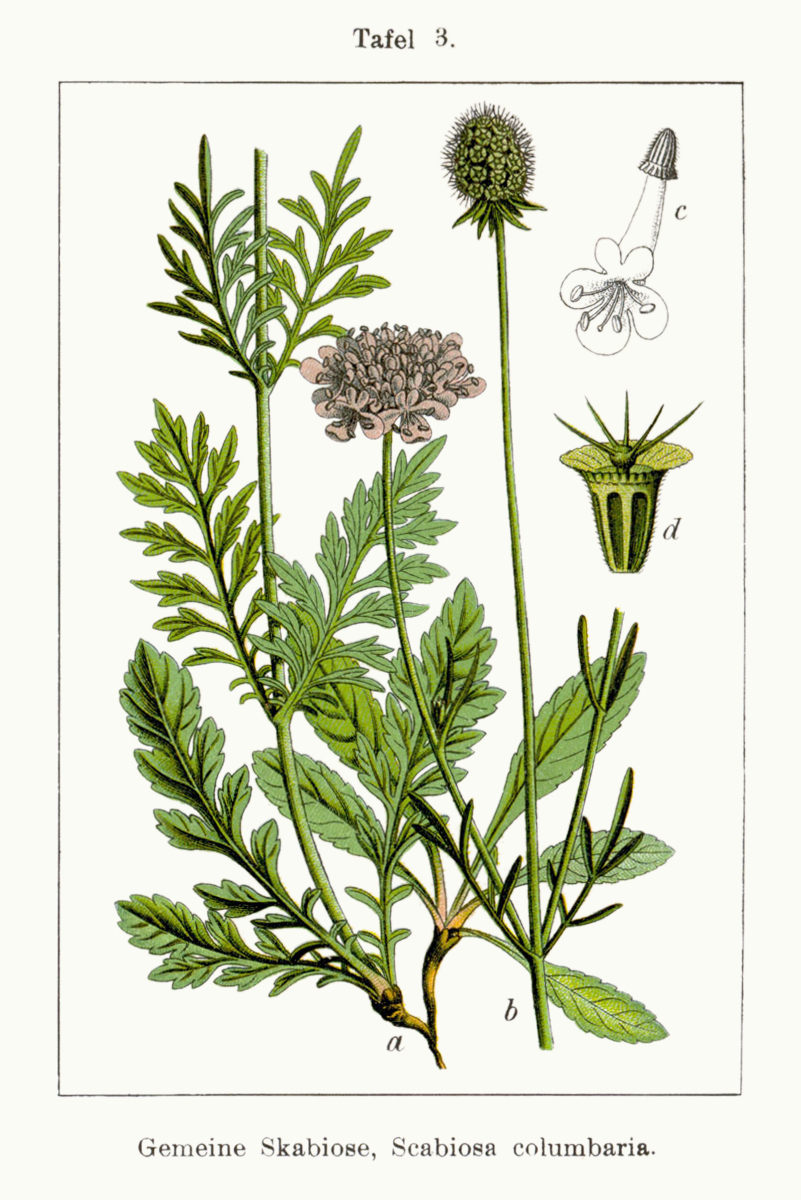
Illustration aus Sturm

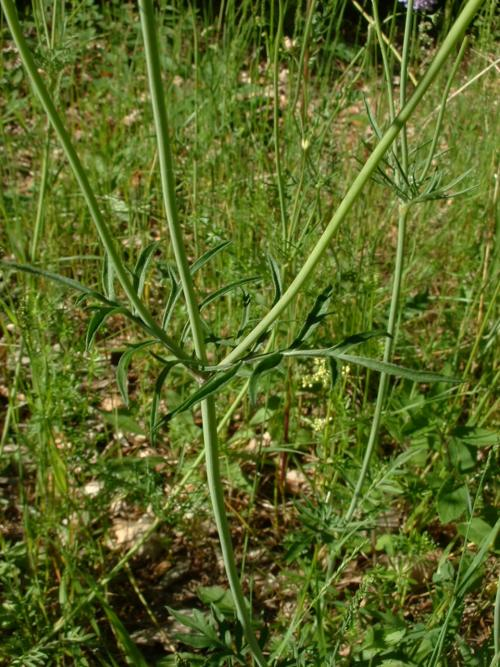
Stängel und Blätter

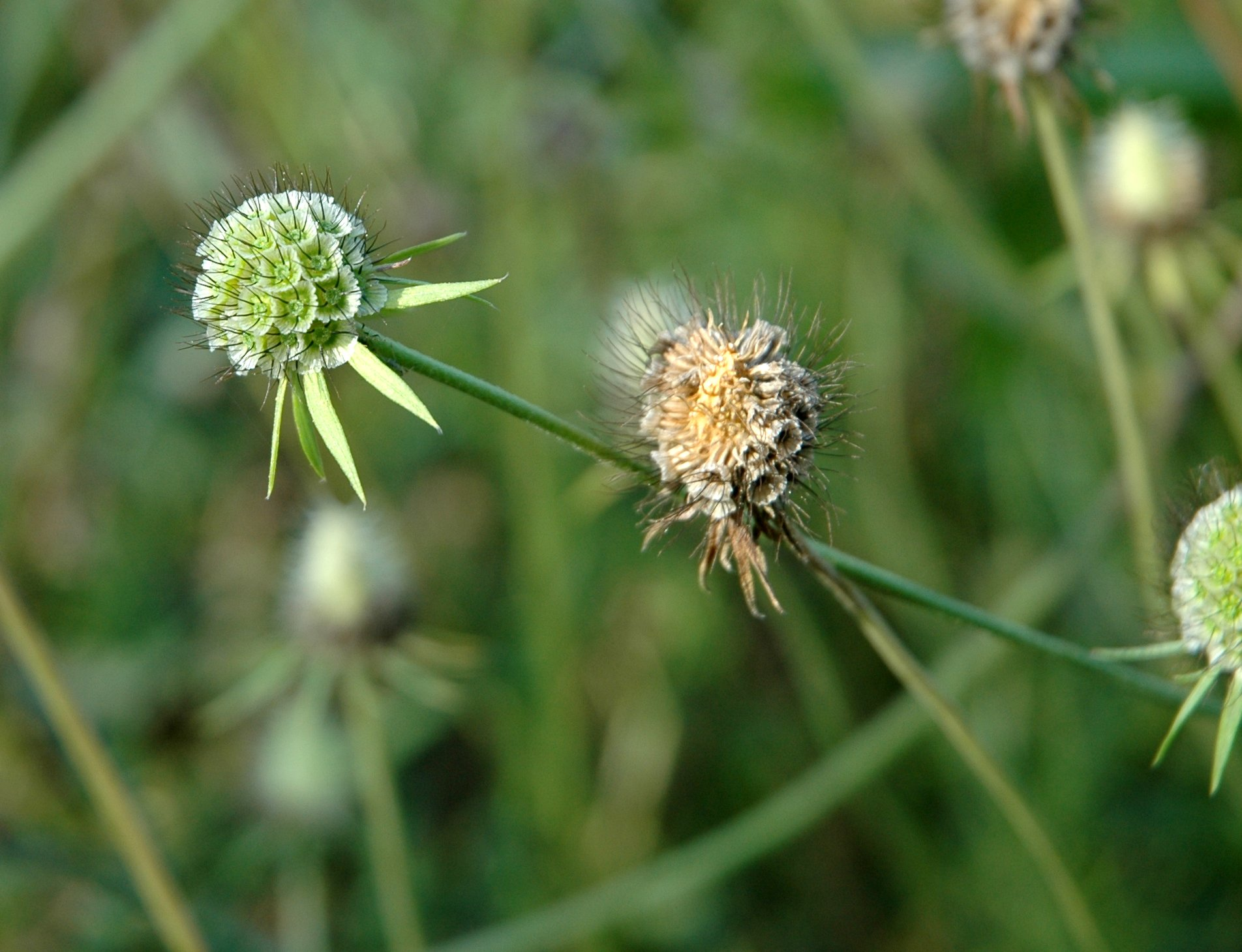
Kugelige Fruchtstände

### Vegetative Merkmale
Die Tauben-Skabiose wächst als sommergrüne, ausdauernde, krautige Pflanze, die Wuchshöhen zwischen 20 und 80 Zentimetern erreicht. Der Stängel ist zumeist mehrfach verzweigt. Die vegetative Vermehrung erfolgt durch Wurzelsprosse.
Die gegenständig am Stängel angeordneten Laubblätter sind am Rand und direkt auf den Blattadern behaart, ansonsten aber kahl, höchstens mit einzelnen verstreuten Haaren. Die Blattfarbe ist matt-grün. Die unteren Laubblätter sind in der Regel ungeteilt, eiförmig und nur am Rand gekerbt. Die oberen Laubblätter sind ein- bis zweifach gefiedert, mit linear-lanzettlichen Abschnitten, die 1 bis 3 mm breit sind.

### Generative Merkmale
Die Blütezeit reicht von Ende Juni bis Oktober. Die köpfchenförmige Blütenstände weisen Durchmesser von 15 bis 35 Millimetern auf. Die Hüllblätter sind schmal-lanzettförmig und kürzer bis leicht länger als die eigentliche Blüte. Sie bilden einen Außenkelch von 1 bis 2 Millimetern Länge. Im Blütenstand stehen viele Blüten zusammen. Am Köpfchenboden sind spelzenartige Spreublätter vorhanden. Der Kelch besitzt 3 bis 5 Millimeter lange, runde Borsten. Sie sind dunkelbraun bis schwarz und auf der Innenseite schwach gekielt. Die Kiele haben eine 0,1 bis 0,2 Millimeter breite Basis. Die bläulich-lilafarbene bis violette Krone ist fünfzipfelig.
Die Fruchtstände sind kugelig. Die Frucht ist von einem häutig verlängerten Außenkelch eingeschlossen und mit fünf langen, schwarzen, hygroskopischen Kelchborsten versehen sind. Die einsamige und achänenähnliche Frucht ist 2,5 bis 3 Millimeter lang.
Die Chromosomenzahl beträgt 2n = 16.

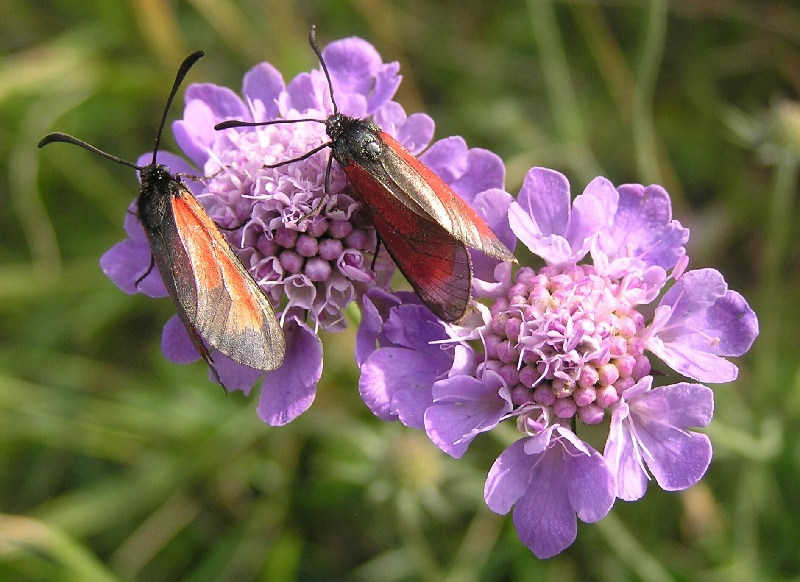
Blütenstände mit Widderchen

## Ökologie
Bei der Tauben-Skabiose handelt es sich um einen Hemikryptophyten und eine Halbrosettenpflanze. Dieser Tiefwurzler erreicht Tiefen von bis zu 1,5 Metern.  Die vegetative Vermehrung erfolgt durch Wurzelsprosse.
Blütenökologisch handelt es sich um „Köpfchenblumen“ mit verstecktem Nektar. Im Körbchen stehen anstelle der Einzelblüten gestauchte Teilblütenstände (Zymen). Die Blüten sind vormännlich. Neben Pflanzen mit zwittrigen Blüten sind auch rein weibliche Pflanzen vorhanden. Die Blüten sind selbststeril. Als Bestäuber kommen verschiedene Insekten in Frage, z. B. Bienen und Schmetterlinge.
Die Tauben-Skabiose wird von mehreren Schmetterlingsarten, wie dem Schachbrett und besonders auch Widderchen als Nektarpflanze genutzt. Zudem ist sie Raupenfutterpflanze für den Skabiosen-Scheckenfalter (Abbiß-Scheckenfalter), den Goldenen Scheckenfalter, den Skabiosenschwärmer, und das Skabiosen-Grünwidderchen.
Die Früchte sind Achänen, die von einem häutig verlängerten Außenkelch eingeschlossen sind, der am oberen Ende einen als Fallschirm dienenden Saum bildet, und mit fünf langen, schwarzen, hygroskopischen Kelchborsten ausgestattet ist. Die Fruchtreife beginnt ab August. Zur Reifezeit werden die Einzelfrüchte durch den Druck der Spreublätter emporgehoben und dadurch flugfähig: Schirmchenflieger (bei starkem Wind). Außerdem Kletthafter, bei Nässe Adhäsionshafter und wegen der hygroskopischen Kelchborsten auch Bodenkriecher. Auch eine Ausbreitung durch Ameisen kommt vor. Die Samen sind langlebig.

## Verbreitung
Die Tauben-Skabiose ist ein Florenelement der submeridionalen bis subatlantischen Zone. Sie findet sich in fast ganz Europa, fehlt aber im atlantischen Gebiet und im hohen Norden. Die Nordgrenze des Verbreitungsgebiets liegt in Südschottland und Südskandinavien und zieht sich dann weiter nach Estland. Die Südgrenze reicht von Nordspanien über Süditalien in den Nordostbalkan. Disjunkte Vorkommen finden sich auf der Krim und im Kaukasusraum. Obwohl häufig behauptet tritt die Art nicht in West- und Südafrika auf, hier sind aber nahverwandte Arten heimisch. In den Allgäuer Alpen steigt sie bis zu einer Höhenlage von etwa 1000 Metern auf.
Die Tauben-Skabiose gedeiht am besten auf mäßig nährstoffreichen, mäßig trockenen, meist kalkhaltigen Böden. Sie findet sich aber auch auf mäßig-sauren, humosen, lockeren, mittel- bis tiefgründigen Lehmböden.
Die Tauben-Skabiose ist eine Brometalia-Ordnungscharakterart, sie findet sich dabei vor allem in Beständen des Mesobromion, gedeiht aber auch im Xerobromion. Sie flieht gedüngte Flächen und liebt sonnige Kalkmagerrasen und magere Moorwiesen. Sie ist eine tiefwurzelnde Lichtpflanze.
Die Tauben-Skabiose wächst gerne zusammen mit der Aufrechten Trespe (Bromus erectus), mit Wiesensalbei (Salvia pratensis), Saat-Esparsette (Onobrychis viciifolia), Knolligem Hahnenfuß (Ranunculus bulbosus) und Gewöhnlichem Hufeisenklee (Hippocrepis comosa).

## Systematik
Die Tauben-Skabiose  (Scabiosa columbaria) besitzt neben dem nominotypischen Taxon noch weitere Unterarten:
- Scabiosa columbaria L. subsp. columbaria (Syn.: Scabiosa columnae Ten., Scabiosa communis Rouy, Scabiosa ceratophylla Ten., Scabiosa affinis Gren. & Godr., Scabiosa dubia Velen. non Moench)
- Scabiosa columbaria subsp. balcanica (Velen.) Kokkini: Sie kommt in Serbien, Bulgarien und in Griechenland vor.[5]
- Scabiosa columbaria subsp. banatica (Waldst. & Kit.) Diklić
- Wiesen-Skabiose (Scabiosa columbaria subsp. pratensis (Jord.) Braun-Blanq.): Sie erreicht von Frankreich und Belgien her gerade noch Westdeutschland, z. B. im Moseltal. Sie blüht vor der ersten Mahd bereits Ende Mai und Anfang Juni. Schon die Grundblätter sind in der Regel stark fiederteilig. Die Stängelblätter nehmen nach oben hin wenig an Größe ab und sind ziemlich gleichmäßig über den Stängel verteilt.
- Scabiosa columbaria subsp. pseudobanatica (Schur) Jáv. & Csapody (Syn.: Scabiosa pseudobanatica (Schur) Jáv.): Sie ist in den östlichen und zentralen Karpaten beheimatet.
- Scabiosa columbaria subsp. tomentosa (Cav.) Font Quer: Sie kommt in Spanien vor.[5]

Nicht mehr hierher wird gerechnet:
- Scabiosa columbaria subsp. portae (A.Kern. ex Huter) Hayek (Scabiosa portae A.Kern. ex Huter): Sie ist in Italien und im nordwestlichen Teil der Balkanhalbinsel beheimatet. => Scabiosa taygetea subsp. portae (A.Kern. ex Huter) Kokkini[5]

## Tauben-Skabiose und der Mensch
Auf der Roten Liste gefährdeter Arten ist die Tauben-Skabiose in Deutschland insgesamt nicht gefährdet (Stand 2018). Sie wird aber in Mecklenburg-Vorpommern (Stand 2005) als gefährdet, in Schleswig-Holstein (Stand 2005) und Brandenburg (Stand 2006) als stark gefährdet und in Sachsen als stark gefährdet (Stand 1999) bzw. als vom Aussterben bedroht (Stand 2013) geführt.

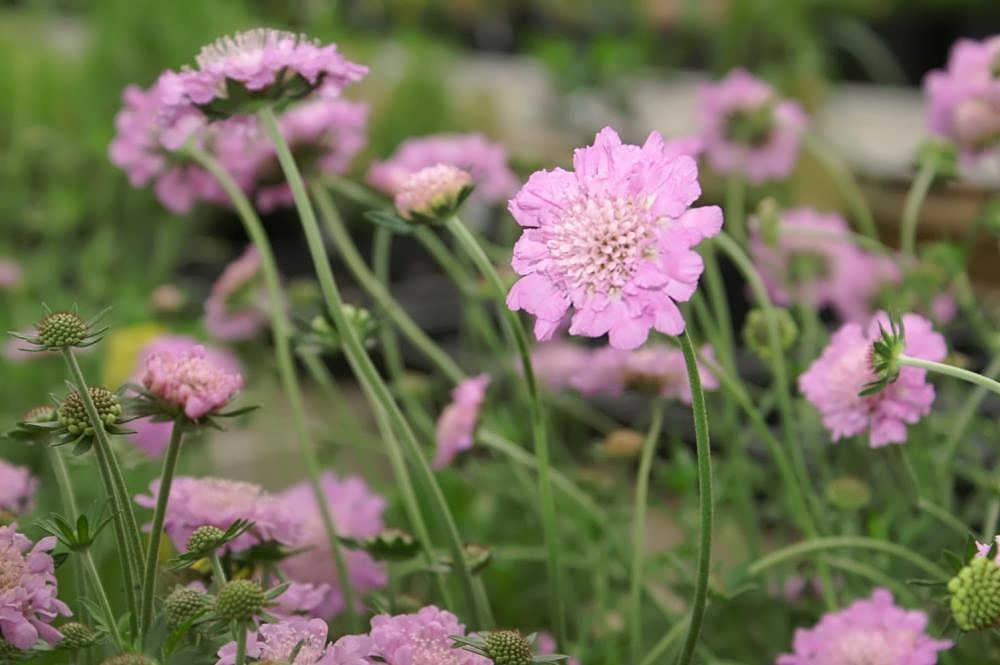
Die Sorte ‘Pink Mist’

In Deutschland ist die Tauben-Skabiose ein Archäophyt. Der erste archäologische Fund stammt aus dem 1. bis 3. Jahrhundert und wurde in der Nähe von Rottweil gefunden. Diese Art wurde von Hieronymus Harder zwischen 1576 und 1600 in der Umgebung von Geislingen an der Steige in ein Herbarium aufgenommen.
Im Jahr 2000 wurde die Tauben-Skabiose von der Perennial Plant Association zur Staude des Jahres ernannt. Sorten werden in Parks und Gärten als Zierpflanzen verwendet.

## Illustrationen

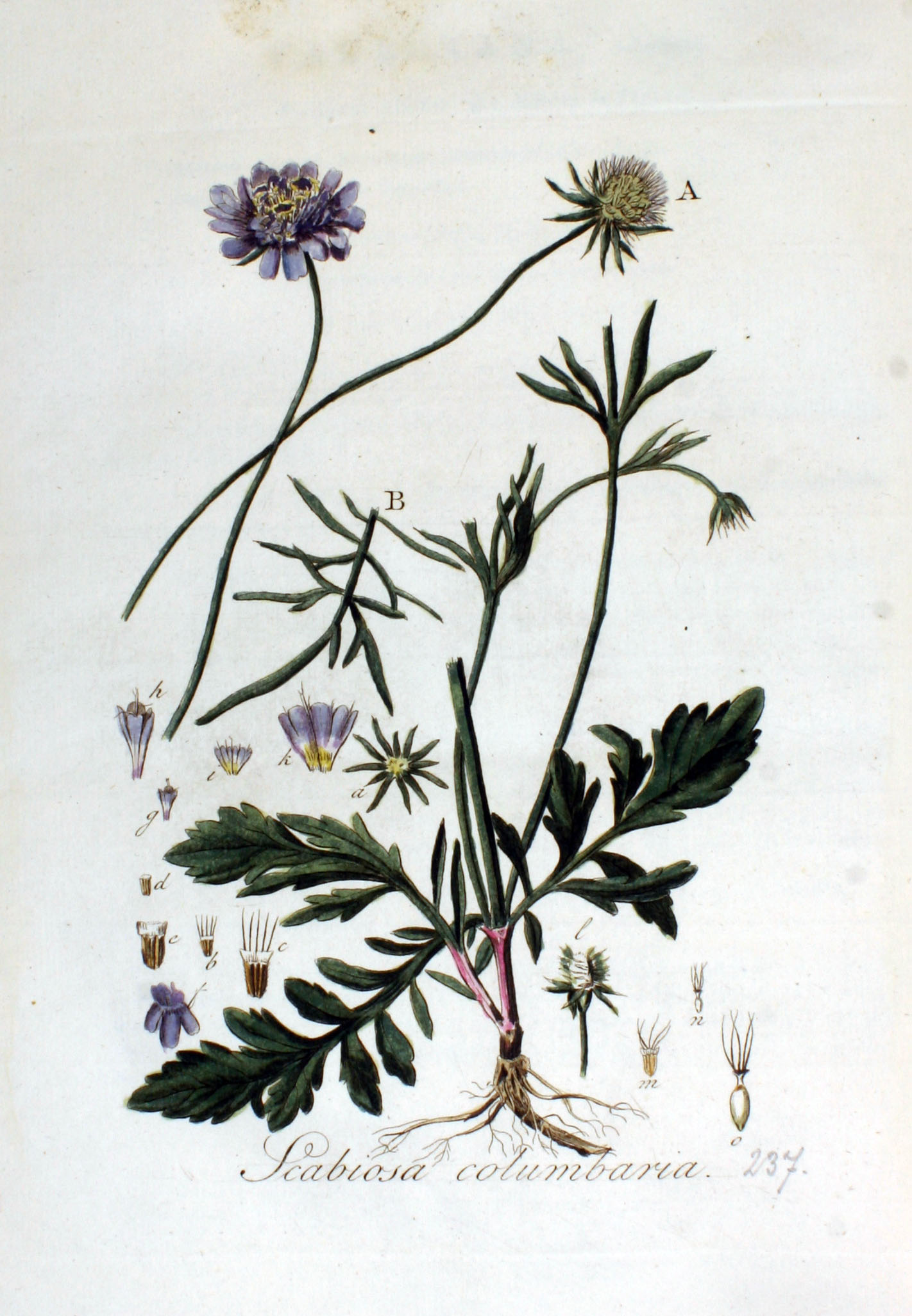
Illustration aus der Flora Batava
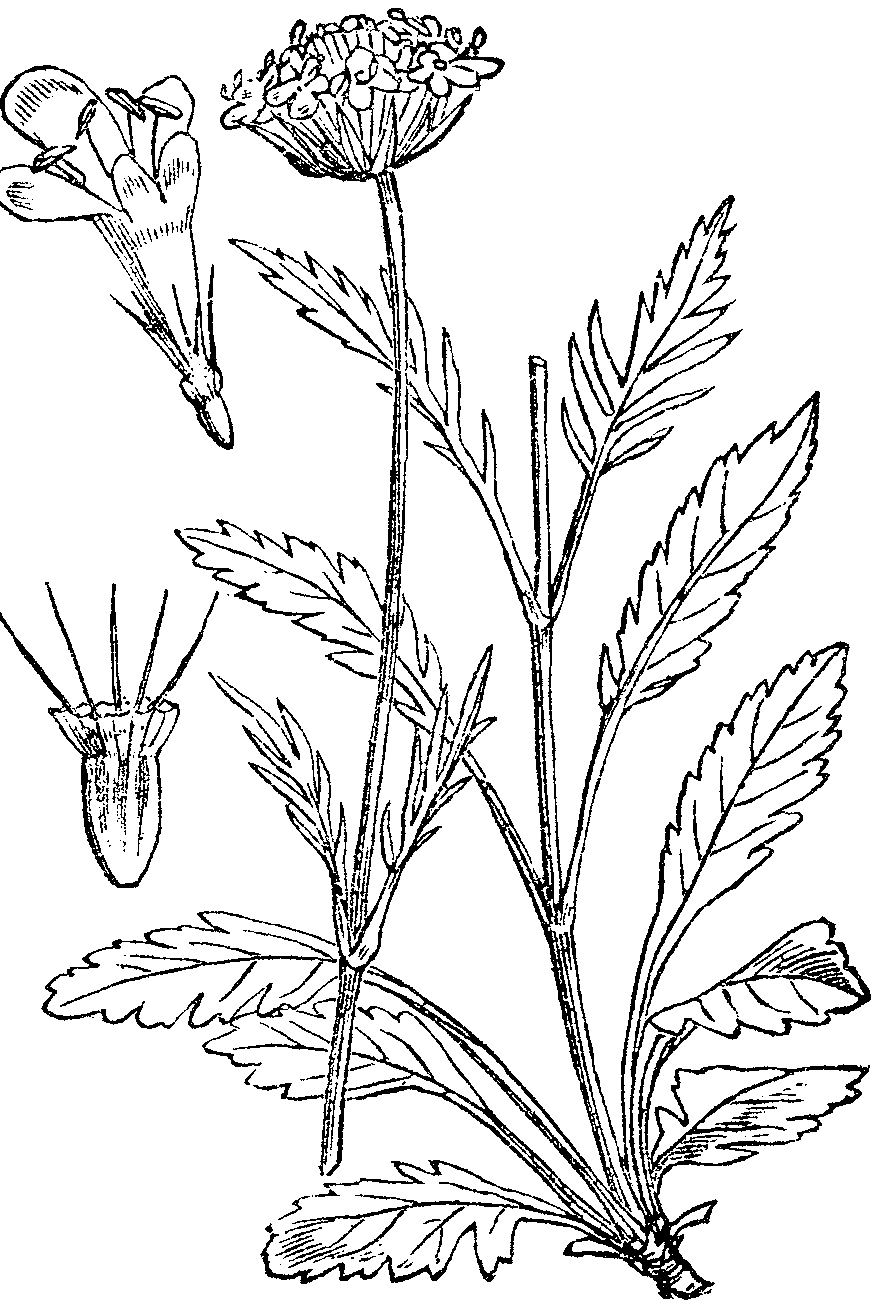
Illustration von Martin Cilenšek